# Mallotus nesophilus
Mallotus nesophilus är en törelväxtart som beskrevs av Johannes Müller Argoviensis. Mallotus nesophilus ingår i släktet Mallotus och familjen törelväxter. Inga underarter finns listade i Catalogue of Life.